# Casilinum

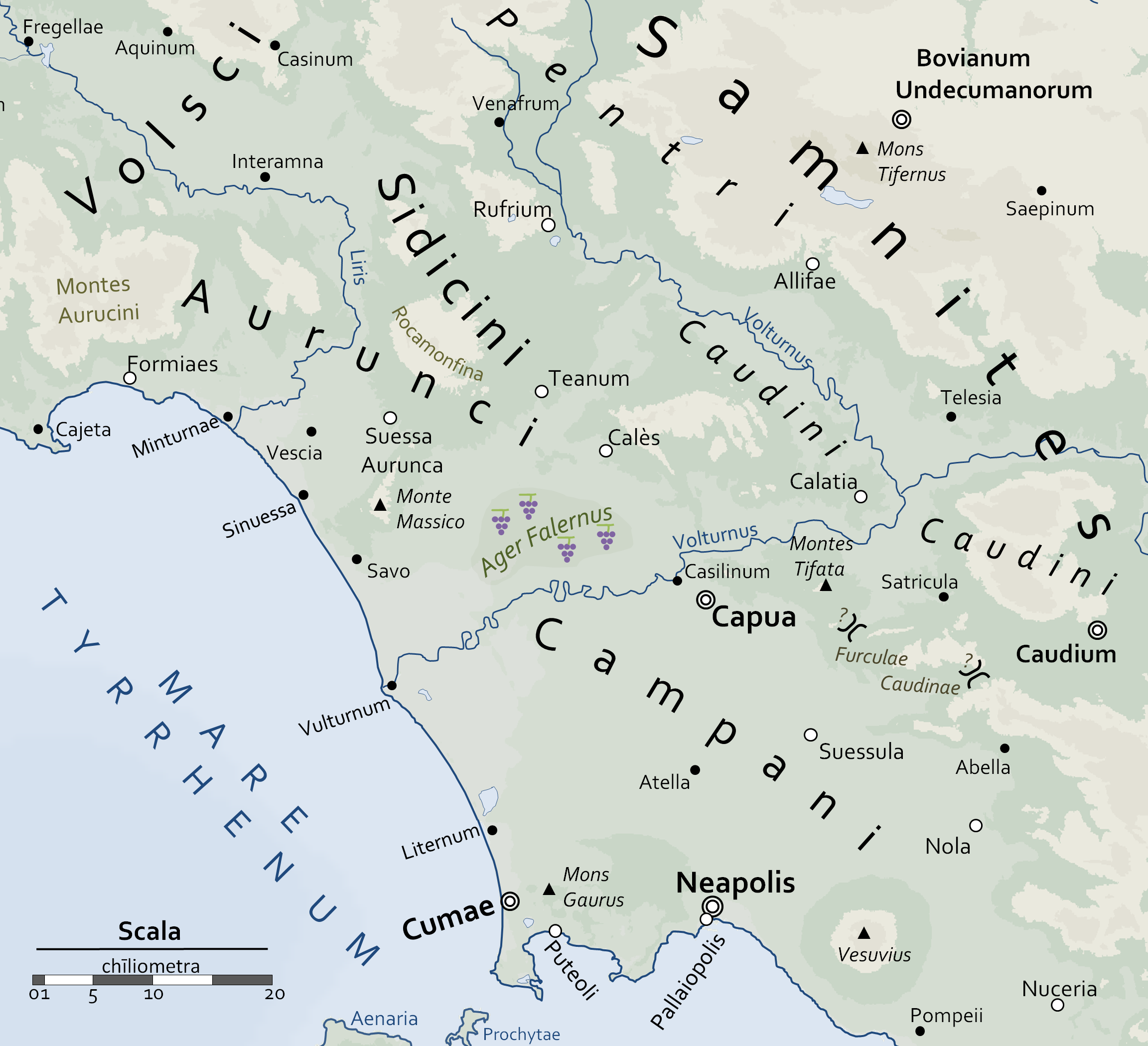
Position de Casilinum en Campanie

Casilinum est une ville antique de Campanie, en Italie. Elle se trouve à trois milles au nord-ouest de la ville antique de Capoue, à la place de l'actuelle Capoue. Le site de Casilinum se situe à la jonction de la via Appia et de la via Latina, au passage du Volturne sur un pont à trois arches qui existe encore. Cette situation donnait une importance stratégique à Casilinum au temps de la république romaine.

## Histoire
La ville préromaine dépendait de la cité voisine de Capoue. Le premier établissement se trouvait sur la rive gauche du fleuve ; les ruines de la ville se trouvent à 7,6 mètres au-dessous du niveau du sol. Les Romains ont agrandi la ville sur la rive droite.

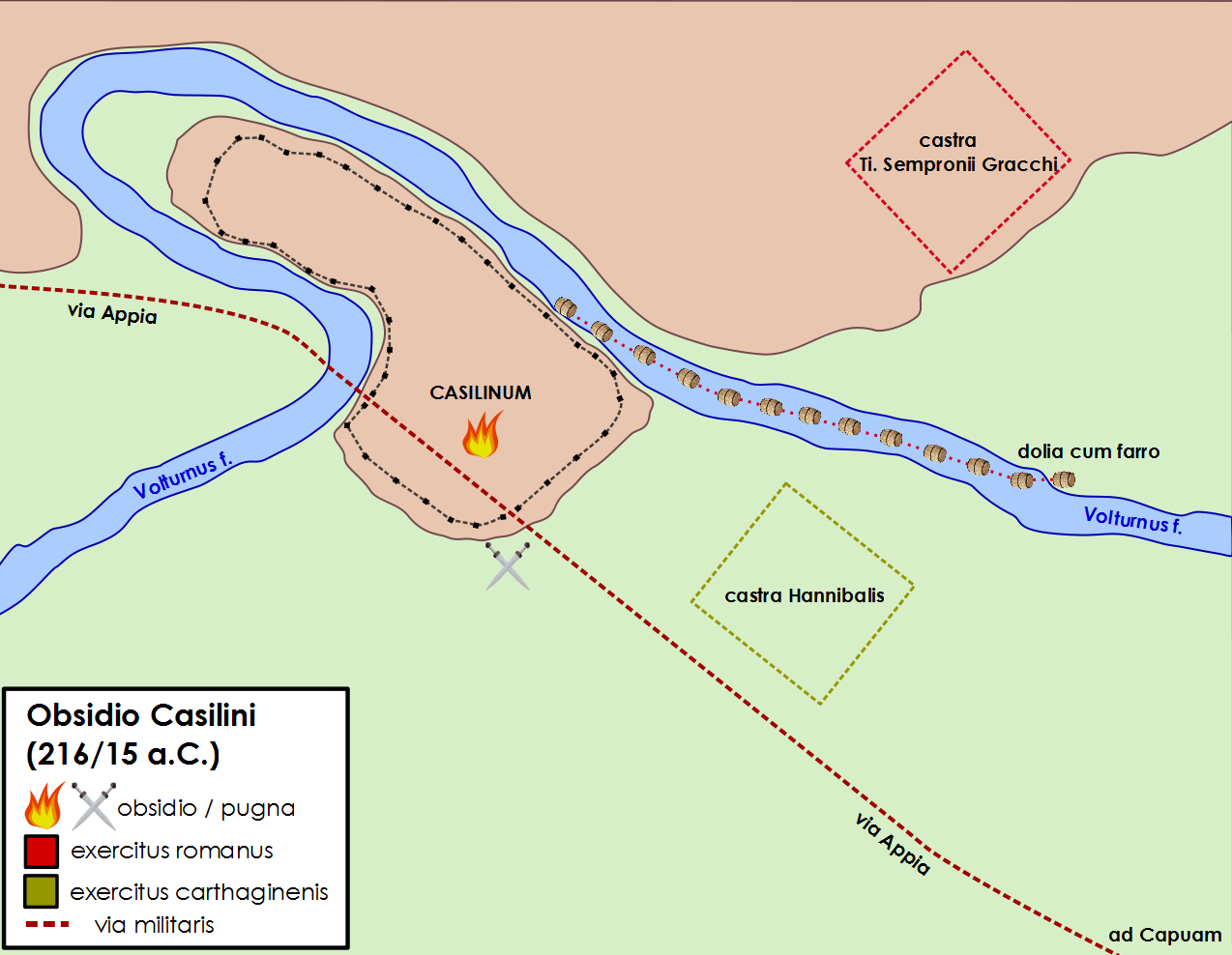
Plan du siège de Casilinum en 216-215 av. J.-C.

Pendant la deuxième guerre punique, Casilinum a été occupée par Fabius Cunctator en 217 av. J.-C. Hannibal a conquis la ville dans l'hiver 216-215. L'année suivante, les Romains ont repris la ville et l'ont fortifiée pour en faire un bastion contre Capoue, qui s'était révoltée.
Casilinum perd son indépendance. César y fonde en 59 av. J.-C. une colonie, que Marc Antoine restaure en 44.
Il semble que Casilinum ait été réunie à Capoue avant l'époque des Flaviens. Le nom de Casilinum ne se trouve pas dans la liste des cités donnée par Pline l'Ancien, mais ce dernier parle des morientis Casilini reliquiae.
En 554, la bataille de Casilinum s'y déroule.
En 856, l'évêque lombard Landulf de Capoue décide de reconstruire Capoue sur le site de Casilinum.